# تپه اطراف شهر سوخته ۱۱۰
تپه اطراف شهر سوخته شماره ۱۱۰ مربوط به ۱۸۰۰ تا ۲۲۰۰ قبل از میلاد است و در شهرستان زابل، بخش شیب آب، دهستان لوتک، روستای حومه شهر سوخته ۱۲/۷ کیلومتری جنوب غرب پایگاه باستان‌شناسی شهر سوخته واقع شده و این اثر در تاریخ ۲۸ اسفند ۱۳۸۵ با شمارهٔ ثبت ۱۸۷۰۲ به‌عنوان یکی از آثار ملی ایران به ثبت رسیده است.